# 研修医魂
研修医魂（けんしゅういだましい）は、2007年1月16日～21日、ル テアトル銀座で公演された日本のミュージカルである。

## 概要
人気絶頂のロックバンド、テッペン・ウルフのボーカルのケンゾーは、武道館公演中に「ロックで人は救えない」と突然解散宣言。ギタリストの阿片イタルと共に医療の世界に舞い戻ったケンゾーが、医療現場の厳しさに挫折を感じながらも、次第に研修医として目覚めていく過程をコミカルなミュージカルで描いた作品。従来のミュージカルにはあまり見られない「台詞を歌詞にしない」手法が取られているため、歌のシーンでは実際のライブシーンに近い演出が特徴の新感覚ロック・ミュージカル。

## その他
- 通称「けんだま」、関係者の間では、「だまけん」と呼ばれている。
- 告知より約2ヶ月で公演という異例の早さで上演。

## 主なスタッフ
- 製作:デジタルハリウッド・エンタテインメント
- 企画・プロデュース:杉田龍彦
- プロデューサー:米田理恵
- 脚本・演出・全作詞:岡本貴也
- 音楽監督:鎌田雅人
- 振付:原田薫

## キャスト
- 笠原ケンゾー（研修医）:森本亮治
- 阿片イタル（研修医）:與真司郎
- 溝口光太郎（研修医）:河合龍之介
- 合田充明（研修医）:北村栄基
- 米原ミコ（看護師）:肘井美佳
- 笠原さくら（ケンゾー妹）:阿井莉沙
- 山村和重（患者）:野崎数馬
- 中野裕也（患者）:制野峻右
- 笠原総介（ケンゾー父）:黒田アーサー
- 林亮太（ケンゾー父同期）:津田寛治
- 広崎圭二・救急隊員:伊庭拓哉（阪口拓也）
- （サラリーマン）:榊英訓
- （サラリーマン）:岩澤晶範
- （看護師）:山口麻衣加
- （看護師）:藤岡理沙
- （看護師）:小野晶子
- （看護師）:今枝珠美
- （看護師）:望月綾乃
- （看護師）:佐藤芳江

## 歌
- 研修医魂
- I wanna be a doctor!
- No Music, No Life!　など　全20曲

## 映像作品(DVD)
- 研修医魂　2007年5月2日 avex